# Meekatharra
Meekatharra è una città situata nella regione di Mid West, in Australia Occidentale; essa si trova 770 chilometri a nord-est di Perth ed è la sede della Contea di Meekatharra. Al censimento del 2006 contava 798 abitanti, circa la metà delle quali sono di origine aborigena.